# Гејлакс (Вирџинија)
Гејлакс (енгл. Galax) град је у америчкој савезној држави Вирџинија. По попису становништва из 2010. у њему је живело 7.042 становника.

## Демографија
Према попису становништва из 2010. у граду је живело 7.042 становника, што је 205 (3,0%) становника више него 2000. године.
| Група             | 2000.         | 2010.         |
| Белци             | 5.549 (81,2%) | 5.501 (78,1%) |
| Афроамериканци    | 428 (6,3%)    | 439 (6,2%)    |
| Азијати           | 48 (0,7%)     | 37 (0,5%)     |
| Хиспаноамериканци | 757 (11,1%)   | 989 (14,0%)   |
| Укупно            | 6.837         | 7.042         |